# Arxius Nacionals del Regne Unit
Els Arxius Nacionals del Regne Unit (oficialment, en anglès: The National Archives, o TNA) és un organisme governamental britànic constituït l'abril de 2003 per ser un arxiu nacional dels països d'Anglaterra, Gal·les i Irlanda del Nord. Escòcia no hi va ser inclosa perquè ja posseïa el seu propi arxiu nacional, els National Archives of Scotland.
El TNA eren, anteriorment, quatre organitzacions separades: la Public Record Office («Oficina de Registre Públic»), la Historical Manuscripts Commission («Comissió de Manuscrits Històrics»), l'Office of Public Sector Information, OPSI («Oficina d'Informació del Sector Públic»), i la Her Majesty's Stationery Office,HMSO («Oficina de Documents de Sa Majestat»).
El TNA reivindica tenir la més gran col·lecció de documents del món, contenint prop de 1.000 anys d'història britànica, des del Domesday Book fins als documents emesos pel govern recentment al públic.
La seva seu està localitzada a Richmond upon Thames, al sud-oest de la ciutat de Londres, als Reials Jardins Botànics de Kew.